# Campeonato Asiático de Atletismo de 2015 - Salto triplo masculino
A prova do salto triplo masculino do Campeonato Asiático de Atletismo de 2015 foi disputada no dia 6 de junho de 2015 no Wuhan Stadium em Wuhan, na China. 

## Recordes
Antes desta competição, os recordes mundiais e do campeonato nesta prova eram os seguintes:
|                       | Nome             | Nacionalidade | Distância | Local        | Data                  |
| --------------------- | ---------------- | ------------- | --------- | ------------ | --------------------- |
| Recorde mundial       | Jonathan Edwards | Reino Unido   | 18m 29cm  | Gotemburgo   | 7 de agosto de 1995   |
| Recorde do campeonato | Chen Yanping     | China         | 17m 22cm  | Kuala Lumpur | 1991                  |
| Recorde asiático      | Li Yanxi         | China         | 17m 59cm  | Jinan        | 26 de outubro de 2009 |

## Medalhistas
| Ouro                 | Prata          | Bronze              |
| Kim Deok-hyeon (KOR) | Cao Shuo (CHN) | Roman Valiyev (KAZ) |

## Cronograma
Todos os horários são locais (UTC+8)
| Data       | Hora  | Evento |
| ---------- | ----- | ------ |
| 6 de junho | 16:50 | Final  |

## Final
A final da prova ocorreu dia 6 de junho às 16:50. 
| Posição           | Atleta               | Nacionalidade  | #1    | #2    | #3    | #4    | #5    | #6    | Resultados | Notas |
| ----------------- | -------------------- | -------------- | ----- | ----- | ----- | ----- | ----- | ----- | ---------- | ----- |
| Medalha de ouro   | Kim Deok-hyeon       | Coreia do Sul  | x     | 16.48 | 16.86 | 14.56 | 16.23 | 16.79 | 16.86      |       |
| Medalha de prata  | Cao Shuo             | China          | 16.30 | 16.65 | x     | x     | 16.57 | 16.77 | 16.77      |       |
| Medalha de bronze | Roman Valiyev        | Cazaquistão    | x     | x     | 16.67 | x     | 16.59 | x     | 16.67      |       |
| 4                 | Dong Bin             | China          | 16.30 | x     | 16.47 | x     | x     | 16.65 | 16.65      |       |
| 5                 | Xu Xiaolong          | China          | 15.80 | 16.59 | x     | 16.56 | 16.43 | 16.40 | 16.59      |       |
| 6                 | Daigo Hasegawa       | Japão          | x     | 16.05 | 14.71 | 16.36 | x     | 16.33 | 16.36      |       |
| 7                 | Rashid Al-Mannai     | Catar          | 16.06 | x     | 15.95 | x     | x     | 15.07 | 16.06      |       |
| 8                 | Nassan Nasser Dawshi | Arábia Saudita | 14.99 | 15.77 | 15.65 | 15.20 | x     | 13.14 | 15.77      |       |
| 9                 | Sung Jin-suok        | Coreia do Sul  | 15.58 | x     | 15.76 |       |       |       | 15.76      |       |
| 10                | Timur Khusnulin      | Uzbequistão    | 15.27 | 15.71 | x     |       |       |       | 15.71      |       |
| 11                | Ruslan Kurbanov      | Uzbequistão    | 15.47 | 15.70 | x     |       |       |       | 15.70      |       |
| 12                | Sanjaya Dewage       | Sri Lanka      | x     | 15.54 | x     |       |       |       | 15.54      |       |
| 13                | Lee Kuei-Lung        | Taipé Chinesa  | 14.93 | 15.12 | 15.30 |       |       |       | 15.30      |       |
| 14                | Ng Ka Wai            | Hong Kong      | x     | x     | 15.08 |       |       |       | 15.08      |       |
| 15                | Masrahi Mansour      | Arábia Saudita | x     | x     | 14.78 |       |       |       | 14.78      |       |

Legenda
| Recorde mundial       | Recorde mundial (World record)               |                       | Recorde africano                      | Recorde africano (African) |                                           | Q | Classificado por posição (Qualified) |
| Recorde do campeonato | Recorde do campeonato (Championship record)  | Recorde da América    | Recorde da América (Americas)         | q                          | Classificado por melhor tempo (Qualified) |   |                                      |
| Melhor marca do ano   | Melhor marca do ano (World leading)          | Recorde asiático      | Recorde asiático (Asian)              | DNS                        | Não largou (Did not start)                |   |                                      |
| Recorde nacional      | Recorde nacional (National record)           | Recorde europeu       | Recorde europeu (European)            | DNF                        | Não terminou (Did not finish)             |   |                                      |
| Recorde pessoal       | Recorde pessoal do atleta (Personal best)    | Recorde da Oceania    | Recorde da Oceania (Oceania)          | DSQ / DQ                   | Desclassificado (Disqualified)            |   |                                      |
| Recorde da temporada  | Recorde da temporada do atleta (Season best) | Recorde sul-americano | Recorde sul-americano (South America) | NM                         | Sem marca (No mark)                       |   |                                      |